# 土耳其廣播電視公司全球頻道
土耳其廣播電視公司全球頻道（土耳其語：TRT int）是土耳其廣播電視公司一條已經不復存在的國際電視頻道，當時主要透過衛星向歐洲播放土耳其語教育、文化、戲劇、娛樂、音樂、體育以及新聞節目。這條頻道於1990年2月28日正式開播，其目標為聯繫居住在土耳其以外的土耳其公民，並協助他們適應居住地文化和生活。土耳其廣播電視公司全球頻道最終於2009年3月21日與土耳其廣播電視公司突厥頻道合併，並在同年5月8日終止廣播。